# Св. св. Петър и Павел (Луково)
Вижте пояснителната страница за други значения на Свети апостоли Петър и Павел.
„Св. св. Петър и Павел“ (на сръбски: Црква Св. Апостола Петра и Павла) е православна църква в куршумлийското село Луково, източната част на Сърбия. Част е от Нишката епархия на Сръбската православна църква. Църквата е обявена за паметник на културата.

## История
Църквата се намира в селското гробище. Според традицията е построена от крал Стефан II Милутин (1282-1321), най-големият строител и дарител на сръбски църкви и манастири от фамилията Неманич. Вероятно първоначалната църква е обслужвала религиозните нужди на рударите, работили в кралските оловни мини. По време на съществуването си е опожаряван и събарян няколко пъти, като има три големи ремонта: в 1871, в 1895 и в 1983 година.
Църквата е скромна еднокорабна сграда, с правоъгълна форма, с полукръгла олтарна апсида на изток. Покрита е с двускатен покрив, а фасадата е без украса. Има запазен иконостас и стенописи в поствизантийски маниер с барокови елементи. Предполага се, че иконите и стенописите са дело на майстор от работилницата на Аврам Дичов